# Iniciação ao Candomblé
Iniciação ao Candomblé é um livro sobre candomblé do escritor e teatrólogo brasileiro Zeca Ligiéro, foi publicado pela primeira vez em 1993, pela editora Nova Era.
O livro procura explicar e dar um embasamento para a sociedade sobre o que é realmente o candomblé, esclarecer alguns mitos e mentiras sobre essa religião que ainda é muito confundida e mal interpretada.